# Coenocalpe zehrounaria
Coenocalpe zehrounaria är en fjärilsart som beskrevs av Charles Oberthür 1921. Coenocalpe zehrounaria ingår i släktet Coenocalpe och familjen mätare. Inga underarter finns listade i Catalogue of Life.